# あいのすけ
あいのすけは、徳島県板野郡藍住町のマスコットキャラクターである。

## プロフィール
- 名前：あいのすけ
- デザイン作者：藍住町在住の女性
- 愛称命名者：宮城県仙台市在住の女性
- 生誕地：藍住町
- 誕生日：4月29日
- 性別：男
- 年齢：内緒
- 性格：温厚で皆さんを喜ばせることが大好き
- 趣味：にんじんを使った料理と藍染め
- 特技：丁寧な「おじぎ」
- 体型：
- 職業：公務員
- 資格：
- 設定：

## 概要
- 2015年（平成27年）4月29日に町制施行60周年を記念して、公募により日本全国から寄せられた332作品の中から誕生した。

## 沿革
- 2014年（平成26年）
  - 8月25日 - デザイン決定[3]。
  - 12月5日 - 愛称決定[4]。